# خبرچینان (مجموعه تلویزیونی)
خبرچینان (لهستانی: Odwróceni) یک مجموعهٔ تلویزیونی دلهره‌آور لهستانی است که در سال ۲۰۰۷ منتشر شد.

## گزیدهٔ بازیگران
- روبرت وینتسکیویچ
- آرتور ژمیفسکی
- کشیشتف گلوبیش
- ماوگوژاتا فورمنیاک
- آنا رادوان
- ناتالیا ریبیتسکا
- کاژیمیش مازور
- پیوتر گرابوفسکی
- آنا وویتون
- ماچئی کوزووفسکی
- شیمون بوبروفسکی
- آندژی گرابوفسکی
- آندژی ژیلینسکی
- یانوش خابیور
- وویچیخ ژیلینسکی
- ماریان جِـنجِـل
- آنا دیمنا
- کشیشتف چچوت
- نوربرت راکوفسکی
- آرتور یانوشاک
- یاتسک لنارتوویچ
- دانوتا استنکا
- کامیلا بار
- آنا درشوفسکا
- کاتاژینا هرمان
- الکساندر بدناش
- پشمیسواف بلوشچ
- آندژی آندژیفسکی
- لشک لیخوتا
- هالینا وابونارسکا
- تِـرِسا بوجیش-کژیژانوفسکا
- یان فریچ
- کشیشتف دراچ
- ماگدالنا والیگورسکا-لیشیتسکا
- میخاو کوترسکی
- پاوئو کرولیکوفسکی
- پیوتر میازگا
- میروسواف هانیشفسکی
- یاتسک دوماینسکی
- ماگدالنا گناتوفسکا
- میخاو ژورافسکی
- مارچین بوساک
- آندژی ماستالش